# Powiat Komárno
Powiat Komárno (słow. okres Komárno) – słowacka jednostka podziału terytorialnego znajdująca się w kraju nitrzańskim. Zamieszkiwany jest przez 108 556 obywateli (w roku 2001) z czego 27,7% stanowią Słowacy, 69,1% Węgrzy. Powiat Komárno zajmuje obszar 1100 km², średnia gęstość zaludnienia wynosi 98,69 osób na km².
Miejscowości powiatu (miasta wyróżniono pogrubieniem):
- Bajč
- Bátorove Kosihy
- Bodza
- Bodzianske Lúky
- Brestovec
- Búč
- Čalovec
- Číčov
- Dedina Mládeže
- Dulovce
- Holiare
- Hurbanovo
- Chotín
- Imeľ
- Iža
- Kameničná
- Klížska Nemá
- Kolárovo
- Komárno
- Kravany nad Dunajom
- Lipové
- Marcelová
- Martovce
- Moča
- Modrany
- Mudroňovo
- Nesvady
- Okoličná na Ostrove
- Patince
- Pribeta
- Radvaň nad Dunajom
- Sokolce
- Svätý Peter
- Šrobárová
- Tôň
- Trávnik
- Veľké Kosihy
- Virt
- Vrbová nad Váhom
- Zemianska Olča
- Zlatná na Ostrove